# Jason Mayele
Jason Mayele est un footballeur congolais né le 4 janvier 1976 à Kinshasa au Zaïre et mort le 2 mars 2002  dans un accident de la route. Il était attaquant.

## Carrière
- Brunoy
- 1994-1999 : LB Châteauroux
- 1999-2001 : Cagliari Calcio
- 2001-2002 : Chievo Vérone

Enterré au cimetière du village de la Ville d'Épinay-sous-Sénart.

## Palmarès
- Championnat de France de football de Ligue 2 en 1997